# Fatima-Ezzahra Aboufaras
Fatima-Ezzahra Aboufaras, född 28 februari 2002, är en marockansk taekwondoutövare. 

## Karriär
I oktober 2018 tog Aboufaras guld i +63 kg-klassen vid plympiska sommarspelen för ungdomar i Buenos Aires efter att ha besegrat iranska Kimia Hemati i finalen. I augusti 2019 tog hon guld i +73 kg-klassen vid afrikanska spelen i Rabat efter att ha besegrat kenyanska Faith Ogallo i finalen.
I juli 2022 tog Aboufaras guld i +73 kg-klassen vid afrikanska mästerskapen i Kigali efter att ha besegrat ivorianska Aminata Charlène Traoré i finalen. Samma månad tog hon även silver i +67 kg-klassen vid medelhavsspelen i Oran efter en finalförlust mot turkiska Nafia Kuş. Följande månad tog Aboufaras brons i +73 kg-klassen vid Islamic Solidarity Games i Konya.
I november 2023 tog Aboufaras sitt andra raka guld i +73 kg-klassen vid afrikanska mästerskapen i Abidjan efter att ha besegrat ivorianska Astan Bathily i finalen. I mars 2024 tog hon även sitt andra raka guld i +73 kg-klassen vid afrikanska spelen i Accra efter att återigen besegrat Astan Bathily i finalen.